# Face Off (album de Bow Wow et Omarion)
Pour les articles homonymes, voir Face Off.
Albums par Bow Wow
The Price of Fame
(2006) New Jack City II
(2009)
Albums par Omarion
21
(2006) Ollusion
(2010)
Singles
1. Girlfriend
Sortie : 12 octobre 2007
2. Hey Baby (Jump Off)
Sortie : 25 décembre 2007

Face Off est un album studio en collaboration de Bow Wow et Omarion, sorti en 2007.
L'album s'est classé 2e au Top R&B/Hip-Hop Albums et 11e au Billboard 200 et a été certifié disque d'or par la Recording Industry Association of America (RIAA) le 13 février 2008.

## Liste des titres
| No  | Titre                 | Contient un (des) sample(s) de  | Durée |
| --- | --------------------- | ------------------------------- | ----- |
| 1.  | Face Off              |                                 | 2:10  |
| 2.  | Hoodstar              |                                 | 3:17  |
| 3.  | Girlfriend            |                                 | 4:44  |
| 4.  | Hey Baby (Jump Off)   | Going Back to Cali de LL Cool J | 3:08  |
| 5.  | He Ain't Gotta Know   |                                 | 3:56  |
| 6.  | Bachelor Pad          |                                 | 3:19  |
| 7.  | Listen                |                                 | 4:57  |
| 8.  | Can't Get Tired of Me |                                 | 4:10  |
| 9.  | Number Ones           |                                 | 2:52  |
| 10. | Baby Girl             |                                 | 3:57  |
| 11. | Take Off Your Clothes |                                 | 3:31  |
| 12. | Another Girl          |                                 | 3:25  |

| 13. | Lights, Camera, Action | 3:23 |
| 14. | Let Me Hold You        | 4:08 |